# Centrale nucléaire de Cattenom
La centrale nucléaire de Cattenom est une centrale nucléaire exploitée par Électricité de France (EDF), située en Lorraine sur la commune de Cattenom, sur les bords de la Moselle à 10 km de Thionville.
La centrale est constituée de quatre réacteurs à eau pressurisée de deuxième génération, appartenant au palier P'4. Mises en service de 1987 à 1992, les tranches peuvent fournir chacune une puissance maximale nette de 1 300 MWe.

## Situation géographique
Le centre nucléaire de production électrique (CNPE) de Cattenom est située sur la rive gauche de la Moselle, sur la commune de Cattenom dans le département de la Moselle en région Lorraine (maintenant Grand Est). Le CNPE est à 10 km de Thionville, et 10 km des frontières Allemandes et Luxenbougeoises.
Le risque sismique est extrêmement faible à Cattenom, qui n'est pas placée dans une zone à aléa sismique significatif,.
La centrale est implantée sur le lieu d'un ancien casernement du 168e régiment d'infanterie, chargé de la défense des ouvrages de la ligne Maginot situés dans la forêt de Cattenom : ouvrage du Galgenberg, ouvrage du Kobenbusch, ouvrage du Bois-Karre, etc.

## Histoire
La décision d'implantation de la centrale date de 1978 sous le gouvernement de Raymond Barre. Cette décision a été fortement contestée par le Luxembourg à l'époque (cf paragraphe Opposition). Le décret d'utilité publique (DUP) est obtenu en 11 octobre 1978.
Le chantier du premier réacteur de la centrale débute en 1979 et celui du quatrième et dernier réacteur se termine en 1991,,.
Le premier bâtiment tertiaire basse consommation de France 100 % électrique et sans panneau photovoltaïque est construit sur le site de la centrale en 2011. Il est utilisé par 230 employés des équipes d’ingénierie, d’arrêt de tranche, de tranche en marche et de sécurité du CNPE.

## Caractéristiques des réacteurs
Le centre nucléaire de production électrique (CNPE) de Cattenom dispose de quatre réacteurs nucléaires à eau pressurisée (REP) de 1 300 mégawatts électriques chacun, et appartenant au palier P'4 (comme les réacteurs des centrales nucléaires de Belleville, de Nogent, de Golfech et de Penly). Ce sont des réacteurs de deuxième génération. Les quatre réacteurs sont construits par Framatome et exploités par EDF. Le combustible nucléaire est fait d'uranium faiblement enrichi. Aucun réacteur n''est autorisé à utiliser du combustible MOX.
Les caractéristiques détaillées de chaque réacteur sont les suivantes :
| Nom du réacteur | Puissance   | Puissance   | Puissance       | Début de construction | Première divergence | Raccordement au réseau | Mise en service commercial |
| Nom du réacteur | Nette (MWe) | Brute (MWe) | Thermique (MWt) | Début de construction | Première divergence | Raccordement au réseau | Mise en service commercial |
| --------------- | ----------- | ----------- | --------------- | --------------------- | ------------------- | ---------------------- | -------------------------- |
| Cattenom-1      | 1 300       | 1 362       | 3 817           | 29 octobre 1979       | 24 octobre 1986     | 13 novembre 1986       | 1er avril 1987             |
| Cattenom-2      | 1 300       | 1 362       | 3 817           | 28 juillet 1980       | 7 août 1987         | 17 septembre 1987      | 1er février 1988           |
| Cattenom-3      | 1 300       | 1 362       | 3 817           | 15 juin 1982          | 16 février 1990     | 6 juillet 1990         | 1er février 1991           |
| Cattenom-4      | 1 300       | 1 362       | 3 817           | 28 septembre 1983     | 4 mai 1991          | 27 mai 1991            | 1er janvier 1992           |

### Refroidissement

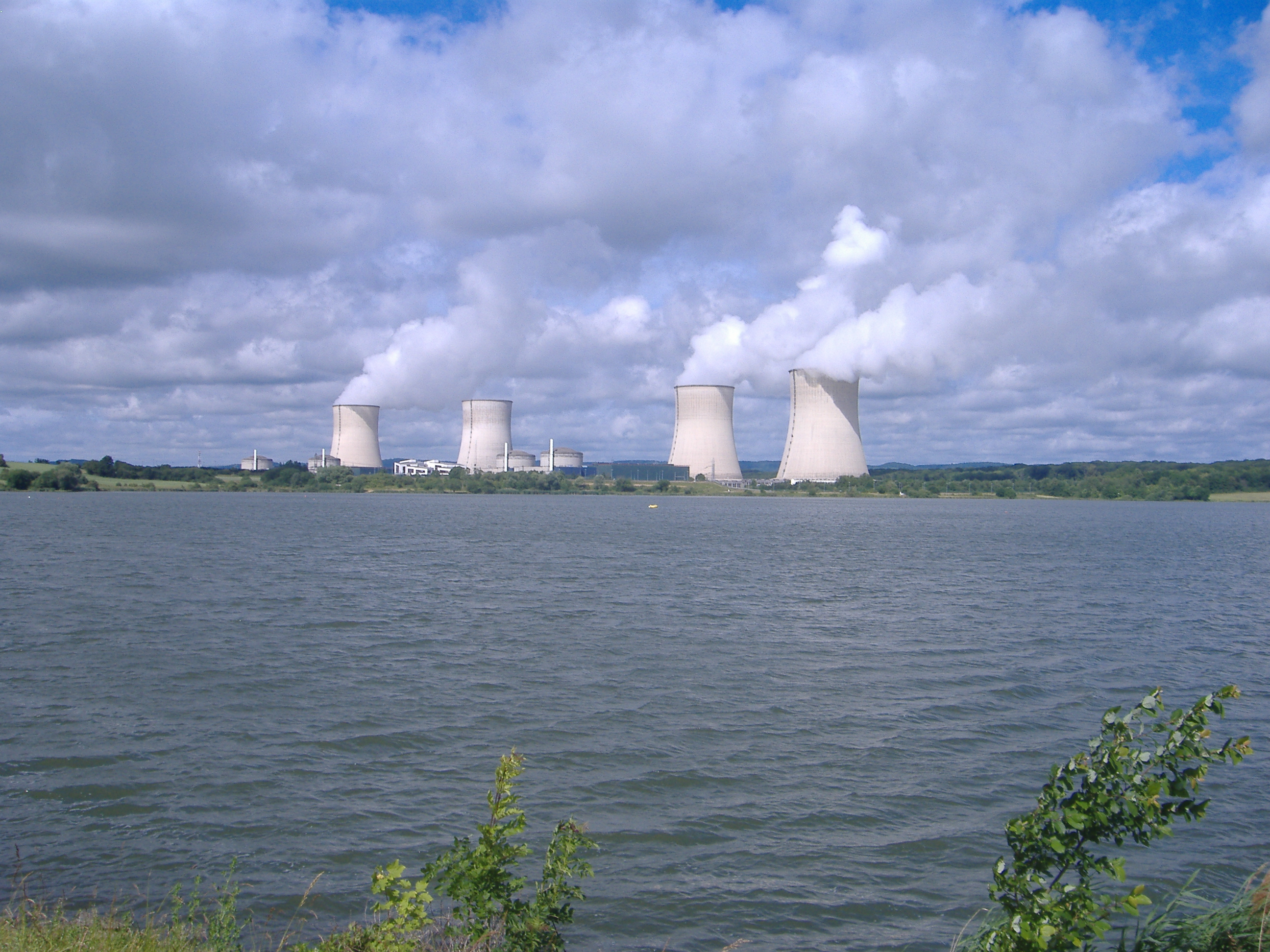
La centrale devant le « Lac du Mirgenbach »

La centrale prélève de l'eau dans la Moselle pour assurer son refroidissement, et dispose de quatre tours aéroréfrigérantes. La centrale étant située à quelques kilomètres de la Moselle et 20 mètres plus haut, EDF créé à proximité une retenue d'eau artificielle : le lac du Mirgenbach, alimenté par le pompage des eaux de la Moselle.
Pour soutenir le débit de la Moselle en amont de la centrale en cas de sécheresse, un lac d'approvisionnement est créé en 1985 en bordure du massif des Vosges : le lac de Pierre-Percée retenu par le barrage de Vieux-Pré.

## Production et maintenance

### Production
En 2023, l'exploitation des quatre réacteurs emploie plus de 2 300 personnes (salariés d'EDF et prestataires externes). Leur production électrique total couvre 70% des besoins en électricité de la région Grand-Est, et représente 7 à 8 % de la production nationale d'EDF,.
Avec 5 200 MWe de puissance installée totale, le CNPE de Cattenom est la troisième centrale nucléaire de France derrière la centrale de Gravelines (5 460 MWe) et la centrale de Paluel (5 320 MWe). Le record de production annuel des quatre réacteurs date de 2005 avec 38,2 TWh.
À l'été 2024, le réacteur no 1 est mis à l'arrêt 100 jours pour cause de surproduction d'électricité et afin d'économiser du combustible, ce qui est une situation inédite. Plus de 1 400 travaux de maintenance sont réalisés durant cet arrêt.

### Maintenance

#### Visites décennales
Comme pour les 58 autres réacteurs nucléaires français de deuxième génération, les réacteurs de Cattenom sont conçus pour une durée d’exploitation d'au moins 40 ans. Pour atteindre voire dépasser cette durée de fonctionnement, une réévaluation et un réexamen de sûreté ont lieu tous les dix ans lors des visites décennales. En fonction de l'évolution de la réglementation, des progrès technologiques et du retour d'expérience de l'ensemble des installations nucléaires dans le monde, des modifications sont nécessaires, et sont effectuées pour respecter le niveau de sûreté requis. Une fois terminées, l'Autorité de sûreté nucléaire (ASN) peut autoriser une poursuite de l'exploitation pour dix années supplémentaires. Pendant les périodes de visite décennale des réacteurs, elle fait appel à près de 2 000 personnes supplémentaires.
|            | 1re visite décennale | 2e visite décennale               | 3e visite décennale                 |
| ---------- | -------------------- | --------------------------------- | ----------------------------------- |
| Cattenom-1 | 1997                 | 21 juin 2006 au 17 septembre 2006 | 28 mai 2016 au 26 octobre 2016      |
| Cattenom-2 | 1998                 | 17 mai 2008 au 25 août 2008       | 26 mai 2018 au 15 octobre 2018      |
| Cattenom-3 | 2001                 | 15 janvier 2011 au 22 avril 2011  | 11 février 2021 au 2 septembre 2021 |
| Cattenom-4 | 2003                 | 9 février 2013 au 3 juillet 2013  | 16 février 2024 au 29 juillet 2024  |

## Surveillance de l'environnement

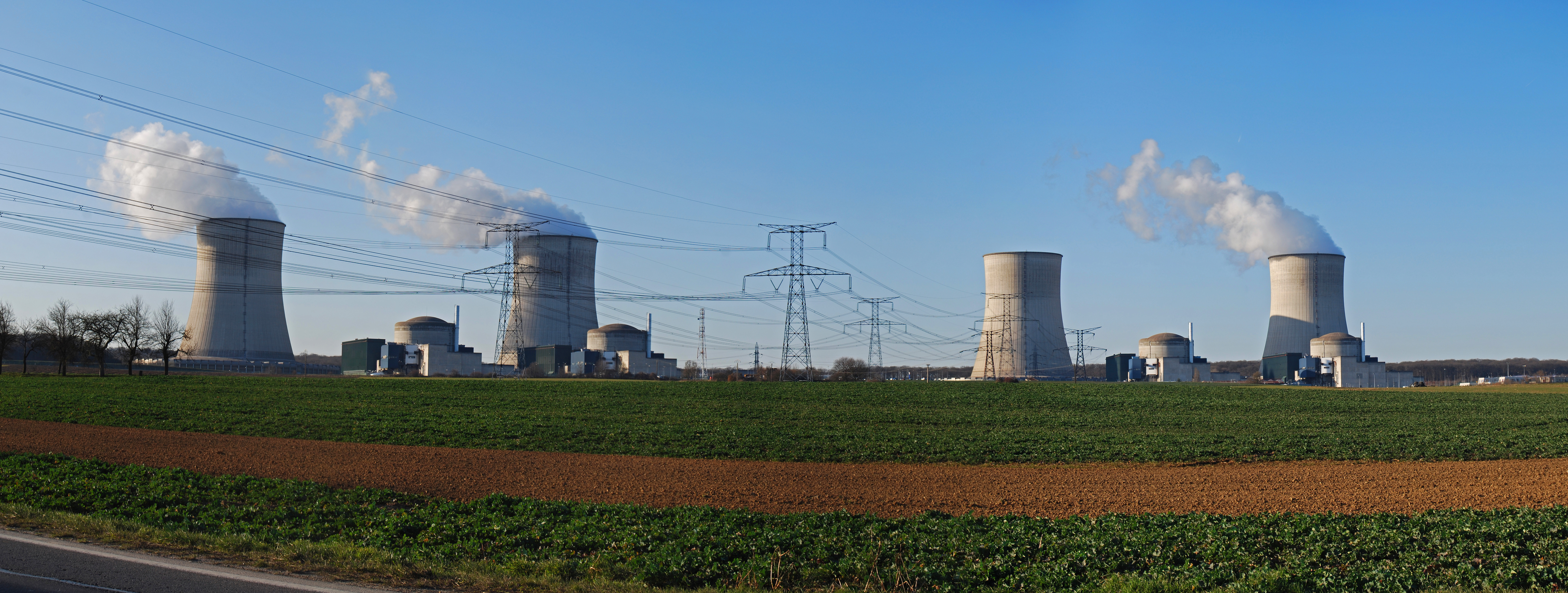
Vue d'ensemble de la centrale de Cattenom

EDF a l'obligation, de par un arrêté interministériel de 2004, de surveiller l'environnement. La centrale opère les installations de mesures suivantes :
- 4 stations de prélèvements de poussières atmosphériques ;
- 4 balises permettant de mesurer le débit de dose à 1 km ;
- 4 balises permettant de mesurer le débit de dose à 5 km ;
- 10 détecteurs mesurant le débit de dose à la clôture du site ;
- 11 détecteurs dans l'environnement mesurant le débit de dose à 10 km ;
- 5 mesures dans les eaux souterraines (3 dans le site et 2 à l'extérieur).

Des échantillons sont prélevés dans l'environnement (sol, rivière, production de lait). Les données mensuelles sont accessibles sur internet[Où ?].
Le laboratoire de la centrale réalisant ou faisant réaliser ces mesures a reçu en 2008 un agrément délivré par le COFRAC, ce qui implique des programmes d'assurance qualité. Les résultats des mesures réglementaires sont consignés dans des registres qui sont communiqués mensuellement à l'Autorité de sûreté nucléaire (ASN) qui en assure un contrôle.
EDF est juridiquement responsable de respecter les limites de rejets fixés par l'arrêté ministériel, ainsi que de déclarer immédiatement tout dépassement éventuel. En vertu de l'accord bilatéral de 1983 avec la France, relatif aux échanges d'informations en cas d'incident ou d'accident pouvant avoir des conséquences radiologiques, les informations d'un dépassement des limites sont également transmises au Luxembourg, en l'occurrence à la division de la radioprotection.[réf. nécessaire]
L'environnement autour de la centrale de Cattenom est surveillé de manière indépendante par :
- l'Association Lorraine pour la qualité de l'Air créée en janvier 1992 à l’initiative du Conseil régional de Lorraine, et dont les résultats de mesure sont accessibles sur le site de ATMO Lorraine[27]. L'association dispose de[28] :
  - 8 capteurs de rayonnements gamma ambiant (à Thionville, Malling, Breistroff-la-Grande, Stenay, Fixem, Bar-le-Duc, Nancy et Plainfaing),
  - 4 capteurs de rayonnements alpha et bêta artificiels,
  - 1 radiamètre portable à scintillateur plastique,
  - 1 spectromètre gamma NaI,
  - et 1 analyseur radon en continu.

- l'État, au travers de l'établissement public IRSN et son réseau de balises[29] anciennement dénommé « Teleray ». IRSN opère une station de prélèvements de poussières atmosphériques, deux balises aériennes à 1 km et à Roussy-le-Village, ainsi qu'une sonde dans l'eau sur la Moselle à Apach. Les résultats en temps réel sont accessibles sur Internet[30].
- l'ASN s'assure, par des inspections inopinées, que les exploitants respectent bien les dispositions réglementaires. Au cours de ces inspections, des inspecteurs font prélever des échantillons dans les effluents ou l'environnement et les font analyser par un laboratoire spécialisé et indépendant. En 2007, l'ASN a réalisé une inspection avec prélèvement à Cattenom, où aucune irrégularité n'a été constatée.
- le Grand-Duché de Luxembourg, qui dispose de 23 stations de mesure, dont une en territoire français, à mi-distance entre la centrale et la frontière franco-luxembourgeoise, à Roussy-le-Village, en vertu d'un accord international de 1994[31]. La division de la radioprotection dépendant du Ministre de la Santé et de la Sécurité sociale a commencé dès 1983 à installer un réseau de mesure et d'alerte automatiques sur le sol luxembourgeois[32]. II s'y ajoute un programme d'échantillonnage dans divers milieux biologiques, comme les eaux et les boues de la Moselle, et dans la chaîne alimentaire. Tous ces échantillons sont mesurés par le laboratoire de radiophysique de la division de la radioprotection. Les résultats mensuels de ces mesures sont accessibles sur Internet[33].
- le Land de Sarre en Allemagne, qui dispose de 3 stations de mesure de la radioactivité le long de la frontière avec la France, à Perl, Biringen (Rehlingen-Siersburg) et Berus (Überherrn)[34]. Les mesures en temps réel sont accessibles sur le site du Land de Rhénanie.
- le Land de Rhénanie-Palatinat, qui dispose d'un réseau de stations de mesure, dont 4 placées entre Trèves et la France. Les mesures sont accessibles en temps réel sur Internet[35].

Les mesures réalisées en France sont regroupées dans le Réseau National de mesure de la Radioactivité et accessible sur internet
Un parcours extérieur à la centrale, composé de panneaux réalisés avec le concours de l'ONF et de la réserve géologique naturelle d'Hettange permet à tous les promeneurs de se renseigner sur cette surveillance[réf. nécessaire].
C'est la première centrale à avoir publié, en octobre 2010, un rapport de développement durable.

### Évaluations post-accident de Fukushima
Mi-septembre 2011, EDF remet le rapport du stress-test appliqué à la centrale de Cattenom à l'Autorité de Sûreté Nucléaire, à la suite de l'accident de Fukushima. EDF considère sa centrale comme sûre et robuste, mais se propose d'équiper chaque réacteur d'un générateur électrique diesel supplémentaire, de forer dans la nappe phréatique pour renforcer l'alimentation en eau et de préparer la centrale à accueillir les matériels de secours de la Force d'Action Rapide du Nucléaire (FARN)[réf. nécessaire].
En novembre 2011, 15 inspecteurs de l'AIEA inspectent la centrale. Lors de la conférence de presse de fin de mission, le 1er décembre, l'AIEA considère que la sûreté d'exploitation est assurée à Cattenom, détecte quatre bonnes pratiques, mais formule quatre recommandations. L'AIEA reviendra vérifier la prise en compte de ses remarques en 2013.[réf. nécessaire]
Fin juin 2012 est mené un exercice conjoint entre l'Allemagne, la Belgique, la France et le Grand-Duché du Luxembourg. D'autres exercices impliquant ces quatre pays sont prévus en décembre 2012 et au printemps 2013.
En 2012, le rapport final sur les tests de résistance des réacteurs nucléaire européens, dirigé par Günther Oettinger (alors commissaire européen en charge de l'énergie) et remis à l'Ensreg: « Les procédures prévues en cas d'accident sont jugées "insuffisantes" » ; « les équipements de secours, comme les groupes électrogènes, ne sont pas assez protégés contre les éléments en cas de catastrophe naturelle en France »[pas clair]. Le président du Parlement luxembourgeois Laurent Mosar commente « Les récents tests de sécurité effectués par la Commission européenne sont à certains égards plus critiques envers la centrale nucléaire de Cattenom qu'envers celle de Fessenheim, que le gouvernement français s'est pourtant engagé à fermer d'ici à 2016 ».

### Certifications
La centrale a obtenu en 2005 une certification environnementale ISO 14001, en 2007 une certification qualité ISO 9001, et début 2008 une certification hygiène et sécurité OHSAS 18001. Son laboratoire de surveillance de l'environnement est accrédité ISO/CEN 17025 par le COFRAC[réf. nécessaire].

### Rejets de tritium
En octobre 2003, des militants de Greenpeace manifestent contre le projet d'EDF d'augmenter la limite des rejets radioactifs liquides en tritium. Dans le même temps, la CRIIRAD accuse EDF de ne pas justifier l’évolution à la hausse de ces rejets et de ne pas analyser les conséquences pour la population autour de Cattenom. Selon Yves Marignac et Xavier Coeytaux, du cabinet Wise-Paris, la demande d’EDF ne serait pas conforme aux obligations d’information du public, de minimisation de l’ensemble des impacts sur l’environnement et de justification de ces impacts.

## Évènements marquants

### Années 2000
En mars 2001, 131 personnes évacuent le bâtiment réacteur no 3 par précaution, à la suite d'une alarme intempestive liée au radon naturellement présent dans le sable utilisé pour le sablage de bétons. Selon l'AFP, les agents présents dans le bâtiment réacteur auraient subi une exposition aux radiations « de cinq à dix minutes ». L'Autorité de sûreté nucléaire confirme cependant qu'il n'y a pas eu de fuite radioactive et qu'aucune personne n'a été contaminée ou irradiée.
Toujours en mars 2001, un problème de rupture des gaines de combustible survient. Des défauts d'étanchéité conduisent à une augmentation de la radioactivité de l'eau du circuit primaire du réacteur no 3. L'événement est classé au niveau 1 de l'échelle INES.
Lors de la canicule de 2003, la centrale bénéficie, du 12 août au 30 septembre 2003, d'une dérogation officielle de la température de ses rejets en Moselle. Elle n'a pas eu besoin de faire usage de cette dérogation[réf. nécessaire].
Hors période de canicule, le 8 octobre 2003, entre 13 h et 14 h, la centrale nucléaire cause accidentellement un échauffement de l’eau de la Moselle de 2,2 °C alors que cet échauffement est limité à 1,5 °C par arrêté préfectoral. Cet échauffement est considéré comme non dangereux par l'ASN et classé 0 sur l'échelle INES.

### Années 2010
En février 2011, des fissures sont repérées sur le parement du support en béton des pompes d'amenée d'eau du lac de Mirgenbach vers les réacteurs no 1 et 2. Cette anomalie classée au niveau 1 de l'échelle INES, remet en cause la résistance de ces pompes en cas de séisme. Fin juin 2011, les supports étaient confortés.

#### Février 2012: incident de niveau INES 2
Début février 2012, des travaux sont réalisés sur deux tuyauteries des piscines d'entreposage du combustible des unités no 2 et 3 de la centrale de Cattenom afin de rectifier un défaut de construction (absence d'une ouverture de 20 mm). Pour l’ASN, cette anomalie « n’a pas eu d’impact sur les travailleurs ni sur l’environnement mais elle constitue une dégradation des dispositions de défense ». Le 6 février 2012, cet incident est classé par l'Autorité de sûreté nucléaire au niveau 2 de l'échelle internationale des événements nucléaires du fait de ses conséquences potentielles engendrées par l'absence d'un des quatre dispositifs prévus pour empêcher la baisse du niveau des piscines. Cette défaillance, qui existe depuis 30 ans, n'avait jamais été détectée lors des visites décennales.

#### Février 2013: accident mortel du travail
Fin février, un accident du travail a lieu dans le bâtiment du réacteur 4 de la centrale nucléaire de Cattenom entraînant la mort de deux personnes et faisant un blessé grave. L’accident est survenu vers 17 heures lors de travaux de maintenance. Le réacteur est à l’arrêt pour sa visite décennale depuis le 9 février 2013.

#### 7 juin 2013: incendie d'un transformateur électrique du réacteurno1
Le 7 juin 2013 vers 14 h, un incendie se déclare au niveau du transformateur électrique du réacteur no 1 (permettant l'envoi de l'électricité produite sur le réseau), dans la partie non-nucléaire de la centrale. Le réacteur s'est automatiquement arrêté et le personnel du réacteur est en partie évacué. Les pompiers mettent plus de deux heures à maîtriser l'incendie, qui détruit entièrement le transformateur,. Parallèlement, l'Autorité de sûreté nucléaire est alertée, tout comme les pouvoirs publics, les communes avoisinantes et les pays limitrophes dont le Luxembourg. Selon l'EDF, l'incendie n'a eu aucune conséquences pour la sécurité des installations et l'environnement. La centrale a ouvert ses portes au public 24 heures après l'incendie du transformateur électrique. Il est possible que le transformateur ait contenu des Biphényls polychlorés (BPC), toxiques et cancérigènes. L'exploitant prévoit un arrêt du réacteur pendant 2 mois, le temps de remplacer le transformateur endommagé.

#### Août 2013: rejet d'acide chlorhydrique dans la Moselle
Le 16 août 2013, de l'acide chlorhydrique est rejeté dans la Moselle. Devant normalement servir au système du réfrigérant atmosphérique, il s'est infiltré dans le sol puis dans la Moselle à la suite de l'absence d'un tronçon de tuyauterie. Selon EDF cela correspondrait à moins de 1 % de l'autorisation des rejets et selon l'ASN, il s'agit d'un écart classé au niveau 0 sur l'INES.

#### Mai 2014: dix salariés contaminés
Le 7 mai 2014, selon Le Républicain lorrain, dix salariés de sous-traitants déclenchent les détecteurs de contamination en sortant de la zone nucléaire du réacteur no 2 - à l'arrêt.

#### Juin 2014: incendie dans la salle des machines du réacteurno2
Le 23 juin 2014, selon le service d'urgence du Luxembourg, tout le personnel de l’unité de production no 2 à l'arrêt est évacué et les pompiers interviennent pour éteindre les flammes sur un échafaudage en salle des machines.

#### Mai 2015: fuite de vapeur
Le 28 mai 2015, un problème sur le circuit secondaire du réacteur no 1 conduit à l'ouverture d'une vanne provoquant une fuite de vapeur pendant environ 30 minutes et l'arrêt du réacteur. Le directeur de la centrale déclenche un plan d’urgence interne, l'Autorité de sûreté nucléaire [ASN], l'Institut de radioprotection et de sûreté nucléaire [IRSN], le centre de crise national d’EDF et la préfecture de Metz mettent en place des cellules de crise.
Le 31 janvier 2017, un incendie se déclare vers 22 h dans un bâtiment administratif temporaire, de structure type « algéco », selon EDF[réf. souhaitée]. Au total, 1 000 m2 de bâtiments sont détruits. Intervenus en nombre, les pompiers ont maîtrisé le feu vers 1h du matin. L'incendie ne fait donc aucune victime mais il a engendré d'importants dégâts matériels.[réf. nécessaire]

### Années 2020
Le 14 septembre 2022, une erreur de consignation (erreur entre tranche no 1 et tranche no 2) rend indisponible plusieurs matériels du circuit de refroidissement de l'unité no 2. Le délai de rétablissement étant dépassé, l'évènement est déclaré de niveau INES 1 à l'Autorité de sûreté nucléaire,.

#### Phénomène de "corrosion sous contraintes"
Fin 2021 est détecté lors de la deuxième visite décennale du réacteur de Civaux 1, l'apparition de microfissures en lien avec un phénomène de corrosion sous contraintes, sur des zones de soudures du circuit d’injection de sécurité (dit circuit RIS). Ce circuit RIS est composé de 3 ou 4 lignes indépendantes selon le modèle de réacteur, et permet en cas d'incident sur le circuit primaire l'injection d'eau borée afin d'éviter la fusion du cœur. Ce phénomène de CSC atteint les quatre réacteurs du palier N4 (ceux de Civaux et de Chooz), ainsi que certains réacteurs du palier P'4 dont font partie les quatre réacteurs de la centrale de Cattenom. Durant l'année 2022 sont arrêtés les réacteurs 1, 3 et 4 de la centrale pour contrôles.
Seul le réacteur no 3 se révèle atteint par un phénomène de CSC, avec présence d'une microfissure de 1 à 2 mm sur une de ses quatre ligne RIS. Cette ligne est réparée et les trois autres bénéficient d'un remplacement préventif complet des sections à risque de CSC futur. Sur les réacteurs no 1, 2 et 4 et comme sur tous les autres réacteurs du palier P'4, EDF procède au remplacement préventif complet de toutes les sections de ligne RIS potentiellement atteintes par un phénomène de CSC,,.

## Opposition

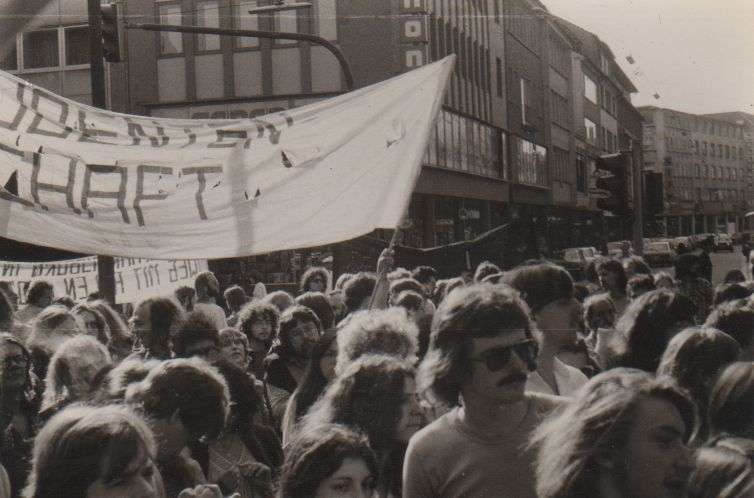
Manifestation en 1980 en Allemagne contre l'implantation de la centrale de Cattenom

Dès les années 1980 et du fait de la proximité géographique de Cattenom avec le Luxembourg et la Sarre Allemande, de nombreuses manifestations ont lieu contre l'implantation d'une centrale nucléaire à Cattenom.

### En France
Le 10 octobre 1986, neuf militants des associations anti-nucléaires Robin des bois et Robinwood escaladent une tour de refroidissement d'une tranche alors en construction.
Le 3 juillet 2006, à l'occasion du passage du Tour de France à proximité de la centrale, le journaliste Jean-Paul Ollivier de la chaîne France 2 provoque une vive émotion en citant un article de Wikipédia (voir historique de janvier 2006), affirmant qu'un des quatre réacteurs était « un des plus dangereux de France » et que 131 personnes y avaient été irradiées en 2001. Il s'excuse le lendemain à l'antenne pour son erreur.
Le 12 octobre 2017, huit militants de Greenpeace s'introduisent par effraction dans la centrale nucléaire de Cattenom, et tirent des feux d'artifice à côté du bâtiment de la piscine d'entreposage du combustible usé. L'objectif selon l'ONG est de dénoncer les risques planant sur les installations nucléaires en France. Les militants sont interpellés par les gendarmes, et sont condamnés en première instance en février 2018 à des peines allant de cinq mois de prison avec sursis à deux mois ferme. Un procès en appel se tient le 30 octobre 2019 devant la cour d'appel de Metz. Enfin, la cour de cassation confirme 15 juin 2021 la décision de la cour d'appel : l'association Greenpeace est condamnée à une amende de 2 500 euros, en soulignant que l'infraction ne pouvait pas être justifiée pour « l’expression d’une crainte face à un risque potentiel, voire hypothétique ».

### Au Luxembourg et en Allemagne
Dès le début des années 1980, la majorité de la population du Luxembourg s'oppose à la construction du premier réacteur de Cattenom.
Le 17 septembre 2010, un millier d'antinucléaires allemands, luxembourgeois et français (selon les organisateurs) rassemblés à Perl, exigent l'arrêt de la centrale qui selon eux est « une bombe à retardement en Europe » en raison d'« incidents préoccupants qui s'y produisent ». D'après les responsables du comité Non à Cattenom, 710 incidents et événements « significatifs » sont recensés par l'Autorité de sûreté nucléaire entre la date de mise en service de la première tranche (1986) et 2006[réf. nécessaire]. Il s'agit majoritairement d'écarts classés niveau 0 sur l'échelle INES (sans impact sur la sûreté), et qui sont déclarés à l'ASN dans un souci de transparence (les règles de déclaration à l'ASN étant plus étendues en France comparé à d'autres pays comme l'Allemagne).
En 2011, les 36 communes luxembourgeoises qui se situent jusqu'à 25 km de la centrale nucléaire de Cattenom, ainsi que plusieurs autres communes situées au-delà, demandent l'arrêt de la centrale.
En 27 mars 2012 le Parlement luxembourgeois adopte à l'unanimité une motion stipulant que Cattenom « met en péril la souveraineté et la pérennité de la nation luxembourgeoise », et exige « le renforcement de l'action gouvernementale en vue de [sa] fermeture définitive ».
En 2016, année de la troisième visite décennale du réacteur no 1 (autorisant la poursuite de son exploitation pour dix années supplémentaires), un rapport commandé par Les verts allemand à Manfred Mertins (professeur de physique appliqué de l'Université de Brandebourg, connu pour ses positions antinucléaire), recommande de fermer immédiatement la centrale en y pointant toute une liste de défauts de sécurité. Le Premier ministre luxembourgeois Xavier Bettel évoque, lors d'une conférence de presse commune avec le Premier ministre français Manuel Valls, la question de la centrale nucléaire de Cattenom qui selon lui, en cas de problème, « rayerait le Grand Duché de la carte ». « Notre plus grand souhait serait que Cattenom ferme » ; il dit avoir signalé à son homologue français que le Luxembourg était conscient des emplois en danger si la centrale fermait. Le pays « serait prêt à s'engager financièrement dans un projet qui doit être transfrontalier – pourquoi pas aussi avec la Sarre ou la Rhénanie-Palatinat – de faire un projet à Cattenom qui soit différent de celui du nucléaire ».
Les ministres luxembourgeois Carole Dieschbourg et Claude Turmes (issus du parti antinucléaire Les Verts) adressent en 2011 une lettre ouverte à l'Autorité de sûreté nucléaire française. La question de la gestion et du stockage des déchets nucléaires y est notamment abordée. Les ministres s'interrogent également sur la consultation des pays voisins (Luxembourg et Allemagne) pour tous les changements en rapport avec la centrale.

## Autres

### Œuvres d'art
Les « moutons » : dans le cadre du 1 % à consacrer à l'acquisition d'œuvres d'art, le sculpteur Jean Cardot a réalisé pour le site une sculpture en extérieur représentant un troupeau de moutons, blancs, verts et roses, toujours visible[réf. nécessaire].
Le centre d'information du public et les autres bâtiments du site ont été dessinés par l'architecte Claude Parent, en collaboration avec un architecte local, Roger Schott. On y reconnait aisément le tropisme de Parent pour les lignes obliques. La centrale fait donc partie du patrimoine architectural lorrain du XXe siècle, comme l'Église de Boust, à 2 km, œuvre de Georges-Henri Pingusson.
L'Imagerie d'Épinal a réalisé une image de la centrale, œuvre d'Antonio Gaccia[réf. nécessaire].

### Pendule de Foucault de 1985
En 1985, pendant la construction de la centrale, l'École nationale d'ingénieurs de Metz (ENIM) fait installer au cœur de l'aéroréfrigérant de la tranche 1 le plus grand pendule de Foucault du monde. Pour l'occasion, l'ENIM invente un système breveté de rotule sur coussins d'air afin de minimiser les frottements. La tête du pendule se trouve actuellement à l'ENIM.

### Dans les médias
En 1995, la centrale de Cattenom fait l'objet de deux épisodes de l'émission C'est pas sorcier consacrés à l'énergie nucléaire[réf. souhaitée].
Dans le jeu de rôle Shadowrun quatrième édition (2005), la centrale nucléaire est victime d'un accident en 2008, contaminant ainsi la « SOX », réunion de la Lorraine, du Luxembourg et de la Sarre.
Dans le dessin animé japonais Summer Wars (2009), l'intelligence artificielle qui a pris le contrôle du monde virtuel Oz détourne un satellite pour l'envoyer s'écraser sur une centrale nucléaire. Apparaît alors à l'écran une vue aérienne de Cattenom (repère 1h08 du film). Le satellite s'écrase finalement dans la campagne.
Le docufiction An zéro : Comment le Luxembourg a disparu sorti en 2021 part de l'hypothèse d'un incident majeur dans la centrale de Cattenom, et en décrit les conséquences sur la population et sur l'économie de la région, avec la nécessité d'évacuer la population du Luxembourg et d'une partie de la Lorraine.[réf. nécessaire]